# つくば市立中央図書館
つくば市立中央図書館（つくばしりつちゅうおうとしょかん）は茨城県つくば市吾妻二丁目にある公共図書館である。つくば文化会館アルス内に併設されている。つくば市内には、ほかに4つの交流センター図書室を設置している。
1990年（平成2年）6月9日開館。それまでは1981年（昭和56年）2月開設の図書館情報大学附属図書館（現・筑波大学附属図書館 図書館情報学図書館）が公開図書室を設置して、公共図書館としての機能を代行してきた。
行政組織としてのつくば市立中央図書館は、課と同等の扱いであり、施設管理、図書の選定・保存・除籍、広報等を行う管理係と、図書館資料の貸出・返却業務、自動車図書館の運行、図書館の各種企画等を行うサービス係の2係を置く。またつくば文化会館アルス2階のアルスホール（つくば市視聴覚センター）の管理は中央図書館管理係の業務となっている。

## 利用案内
- 開館時間：9:30 - 19:00（土・日曜・一部の祝日は17:00まで）[12]。
- 休館日：月曜（ただし祝日の場合は開館し、直近の平日に休館）、年末年始、館内整理日、祝日[12]
- 図書・雑誌・紙芝居資料：10冊まで、貸出期間は2週間[13]。
- 視聴覚資料：3点まで、貸出期間は1週間[13]。

### 地域交流センター図書室
いずれも開館時間は9:30 - 19:00（土・日曜・一部の祝日は17:00まで）である。オンラインで中央図書館と結ばれており、図書館利用カードも共通である。
- 谷田部交流センター図書室：つくば市谷田部4774-18 谷田部交流センター2階
- 筑波交流センター図書室：つくば市北条5060 筑波交流センター内
- 小野川交流センター図書室：つくば市館野477-1 小野川交流センター内
- 茎崎交流センター図書室：つくば市小茎318 茎崎交流センター内

### 予約
貸出中の資料について、予約サービスを行っている。予約はつくば市立中央図書館の公式ウェブサイトから、または館内で行うことができる。電話番号もしくはメールアドレスを登録しておけば、予約した資料が返却されたときに連絡を受けられる。予約の上限は10冊。

## 自動車図書館
つくば市では、自動車図書館「アルス号」として移動図書館のサービスを市内48地点で展開している。図書の貸出だけでなく、利用者登録や予約もでき、借りた本はアルス号・中央図書館・交流センター図書室のいずれかで返却する。 自動車図書館の維持管理費は教育委員会の予算ではなく、市長部局予算である。

## 特色

### おはなしぶんぶん
中央図書館では毎年春に絵本紹介講座を開催している。この講座の参加者からの要望で、2015年（平成27年）より乳幼児向けのおはなし会「おはなしぶんぶん」を開いている。おはなしぶんぶんでは、絵本の読み聞かせだけでなく、手遊びやわらべ歌を取り入れるのが特徴で、当初は乳幼児とその母親が参加者の中心であったが、2017年（平成29年）現在は父親や祖父母の参加者も増えている。おはなしぶんぶんの効果かどうかは不明であるが、来館者数の減少傾向に対して絵本の貸出数は増加している。

### サウザーの導入
つくば市役所で使っていた運搬ロボット「サウザー」を2018年（平成30年）3月下旬から試験導入している。サウザーはつくば市内のベンチャー企業が開発したもので、先導者を自動追尾し最大120 kgのものを運搬可能なロボットである。普段は一般利用者がいない時間帯に返却ポストから図書を回収する際などに活用されている。

## 交通
- 首都圏新都市鉄道つくばエクスプレスつくば駅A2出口から徒歩3分[19]
- つくばセンターバスターミナルから徒歩3分[19]